# 安藤豊 (アナウンサー)
安藤 豊（あんどう ゆたか、1946年7月19日 - ）は、福岡県を拠点に活躍する日本のフリーアナウンサー。元RKB毎日放送のアナウンサーで、現在は同社専属パーソナリティー。

## 経歴
大阪府大阪市出身。大阪府立市岡高等学校を経て関西学院大学卒業後、1970年RKBに入社。大学では放送部（関西学院大学総部放送局）に所属、そこで作ったラジオドラマがきっかけで音の世界に魅了される形でアナウンサーを目指すようになったという。なお、RKBと同じTBS系列である毎日放送元アナウンサーの野村啓司（元毎日放送専属チーフパーソナリティー、フリーアナウンサー、京都市出身）は関学総部放送局の1期後輩である。
RKBではテレビ・ラジオで様々な番組を担当したが、九州初の深夜ワイドラジオ番組『You&Me』のパーソナリティの一人でもあり、この番組から発売されたLP盤では1曲吹き込んでいる曲がある。しかし男性アナウンサーの中では珍しく『歌謡曲ヒット情報』を担当していない。2006年からは定年もあり“ゼネラルアナウンサー”の肩書で嘱託職として引き続きアナウンサー職にあったものの、3年が経過したことから2009年3月で雇用契約終了。以後はパーソナリティーの形で引き続きラジオ番組を担当している。
1980年代後半の当時は“幼稚園に行ってない会”を作って、その“会長”だったということもあった。

## 出演

### テレビ
- 夕方どんどん
- 探検!九州

### ラジオ
- You&Me
- ごきげんラジオ安藤豊のぐーちょきぱー
- ほがらかウィークリー[1]
- 安藤豊 オトナの学校
- 安藤豊 とれたて土曜クラブ
- RKBゆうらく特等席
- ハガキでおはよう（アシスタントは福地高子）
- 安藤豊 どんどこサタデー（土曜 7:00 - 10:00）

## 関連人物
- 福地高子…テレビ・ラジオで長くコンビを組んだ
- 安田瑞代…同上。元アナウンス部長
- 富永倫子…「オトナの学校」パートナー
- 明光院昌子…「とれたて土曜クラブ」パートナー、元スナッピー